# Maria Vladimirovna de Staritsa
Maria Vladimirovna de Staritsa (cerca de 1560 – 13 de maio de 1610) foi uma princesa russa e consorte do rei Magno da Dinamarca. Era filha do príncipe Vladimir de Staritsa e da sua esposa, a princesa Eudoxia Odoyevskaya. Pelo lado do pai, era a última descendente conhecida de Sofia Paleóloga, segunda esposa do grão-príncipe Ivã III de Moscou.

## Casamento e descendência
A 12 de abril de 1574, Maria casou-se em Novgorod com Magno da Dinamarca, rei da Livônia. Entre os seus filhos encontravam-se:
- Maria de Oldemburgo (cerca de Julho de 1580 - cerca de 1597)
- Eudoxia de Oldemburgo (cerca de 1581 - cerca de 1588)

## Viuvez e últimos anos
Após a morte do marido, Jerome Horsey levou Maria do bispado da Curlândia, onde o casal tinha sido exilado, até à corte do czar Boris Godunov. Apesar de Horsey a ter pedido em casamento, Godunov queria livrar-se dela por ter direitos ao trono. Como tal, Maria foi obrigada a entrar para um convento ao lado do Troitse-Sergiyeva Lavra.
Em 1609, Maria entrou em contacto com o seu suposto primo, Falso Dmitri II, que se tinha proclamado czar. O seu destino depois desta altura não se encontra documentado.